# Vasos vacíos
Vasos vacíos es el primer y más premiado álbum recopilatorio del grupo argentino Los Fabulosos Cadillacs, lanzado en 1993. Contiene diecisiete temas, de los cuales dos eran nuevos: "V Centenario" y "Matador". El nombre es dado por la canción homónima que apareció por primera vez en el disco El ritmo mundial en 1988. Forma parte de la lista de los 100 discos que debes tener antes del fin del mundo, publicada en 2012 por Sony Music.

## Lanzamiento y recepción
El disco contiene 15 canciones pertenecientes a sus seis discos anteriores más dos temas inéditos para aquella época: El Matador y V Centenario, la primera se convirtió en la canción clásica, más representativa y más popular en toda la historia de la banda argentina, logrando ser considerada la mejor canción del rock latino en toda la historia, estar en la posición número 40 del rock argentino, el videoclip grabado en 1994 del tema recibió el primer premio Video de la gente por la cadena MTV Latinoamérica. Además este tema ha salido 2 veces en la primera posición de los rankings hechos por MTV Latinoamérica, el primero en la celebración de los 10 años de la cadena y después en la celebración de los 15 y salió segunda en el ranking de Los 100 videos más MTV sólo siendo superado por "Thriller" de Michael Jackson. También gracias a este disco, el cual los catapultó a la fama grabaron el primer MTV Unplugged Latino. Lograron vender 300 000 copias.

## Listado de canciones
| N.º | Título                                             | Escritor(es)                                       | Álbum original y año           | Duración |  |
| 1.  | «Cadillacs» (Versión 1993)                         | Vicentico, Aníbal Rigozzi, Flavio Cianciarulo      | Yo te avisé!!, 1987            | 1:34     |  |
| 2.  | «El matador»                                       | Cianciarulo                                        |                                | 4:34     |  |
| 3.  | «Te tiraré del altar» (Versión 1993)               | Vicentico, Luciano Giugno                          | El ritmo mundial, 1988         | 3:07     |  |
| 4.  | «V Centenario»                                     | Cianciarulo                                        |                                | 3:54     |  |
| 5.  | «Mi novia se cayó en un pozo ciego» (Versión 1993) | Vicentico, Fernando Ricciardi, Cianciarulo, Giugno | Yo te avisé!!, 1987            | 2:39     |  |
| 6.  | «El satánico Dr. Cadillac» (Versión 1993)          | Vicentico                                          | El satánico Dr. Cadillac, 1989 | 4:16     |  |
| 7.  | «Gitana (Remix)» (Featuring – Flaco Jiménez)       | Cianciarulo                                        | El León, 1992                  | 3:13     |  |
| 8.  | «Siguiendo La Luna»                                | Sergio Rotman                                      | El León, 1992                  | 4:59     |  |
| 9.  | «Manuel Santillán, El León» (Reggae)               | Cianciarulo                                        | El León, 1992                  | 3:57     |  |
| 10. | «Demasiada Presión»                                | Vicentico                                          | Volumen 5, 1990                | 4:12     |  |
| 11. | «Vasos vacíos» (Featuring – Celia Cruz)            | Vicentico                                          | El ritmo mundial, 1988         | 4:37     |  |
| 12. | «Revolution rock»                                  | Jackie Edwards, Danny Ray                          | El ritmo mundial, 1988         | 4:59     |  |
| 13. | «Yo no me sentaría en tu mesa»                     | Vicentico, Naco Goldfinger, Rotman                 | Yo te avisé!!, 1987            | 2:58     |  |
| 14. | «Yo te avisé!!»                                    | Vicentico                                          | Yo te avisé!!, 1987            | 3:09     |  |
| 15. | «El genio del Dub»                                 | Vicentico, Ricciardi, Cianciarulo                  | Yo te avisé!!, 1987            | 5:24     |  |
| 16. | «Silencio hospital» (Demo 85)                      | Vicentico, Mario Siperman                          | Bares y fondas, 1986           | 2:07     |  |
| 17. | «Basta de llamarme así» (Versión 1993)             | Vicentico                                          | Bares y fondas, 1986           | 4:16     |  |

## Posicionamiento en listas
| Listas (2024)     | Mejor posición |
| ----------------- | -------------- |
| Argentina (CAPIF) | 10             |

## Certificaciones
| País    | Organismo certificador | Certificación | Ventas certificadas | Ref.  |
| ------- | ---------------------- | ------------- | ------------------- | ----- |
| Uruguay | CUD                    | Platino       | 6 000               | [ 4 ] |